# 남코 난자타운

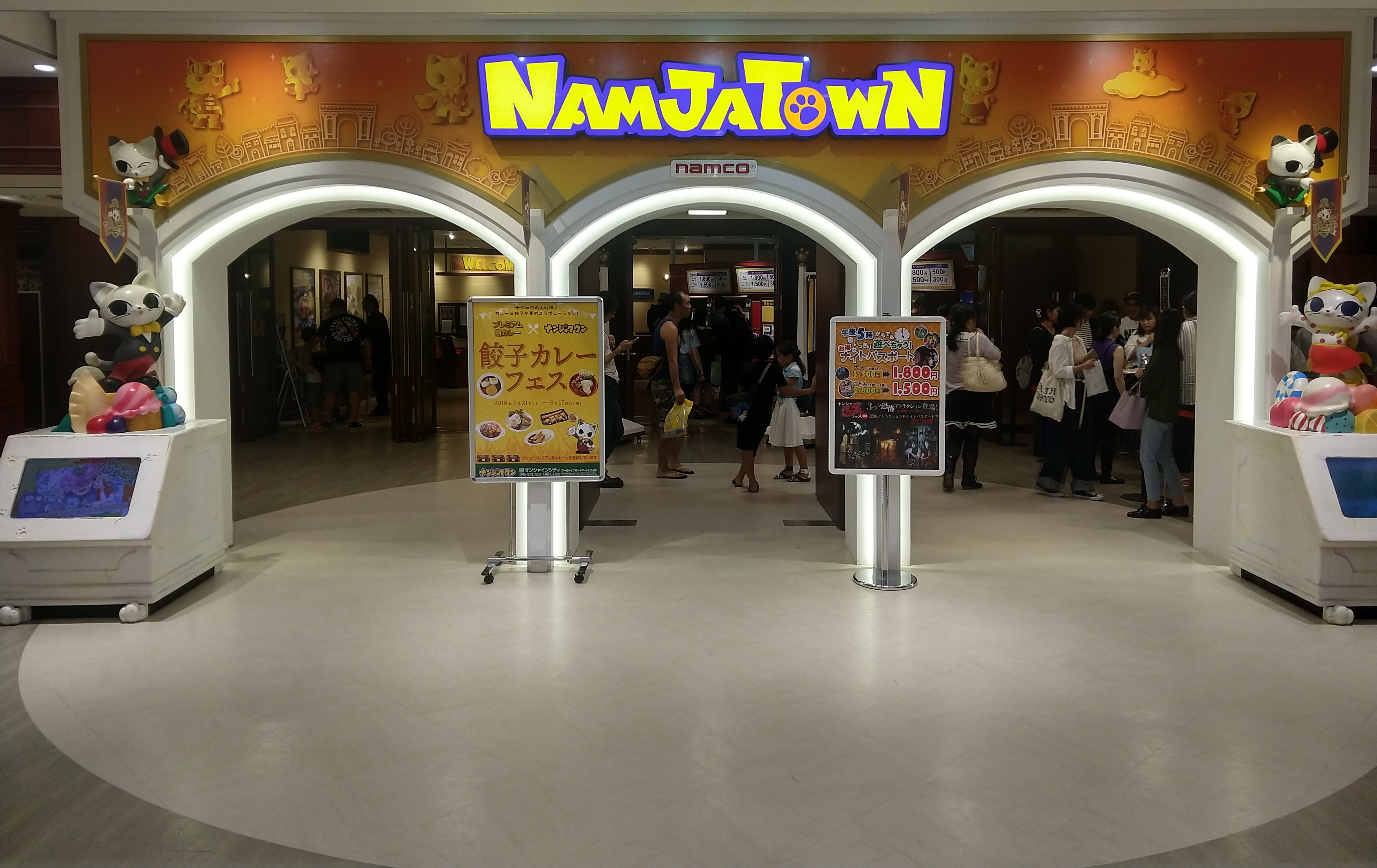

남코 난자타운(ナムコ・ナンジャタウン)은 일본 도쿄도 도시마구 이케부쿠로 선샤인시티 백화점 2층에 있는 테마파크이다. 1950년대 시타마치를 재현한 후쿠부루코 상점가를 시작으로 이탈리아의 로마를 모티브로 한 마카로니 광장, 괴물들에게 점령당한 마을 등 테마 구역을 둘러 볼 수 있다.